# Sergueï Chelmenko
Sergueï Alexandrovitch Chelmenko (en russe : Сергей Александрович Шельменко, en ukrainien : Сергій Олександрович Шельменко), né le 5 avril 1983 à Zaporojié en RSS d'Ukraine, est un joueur de handball international ukrainien, naturalisé russe en 2011. Il évolue au poste d'arrière droit.

## Palmarès

### En clubs
Compétitions internationales
- Demi-finaliste de la Ligue des champions en 2009 (avec Rhein-Neckar Löwen)
- Finaliste de la Coupe d'Europe des vainqueurs de coupe (1) : 2008 (avec Rhein-Neckar Löwen)

Compétitions nationales
- Vainqueur du Championnat d'Ukraine (8) : 2001, 2003, 2004, 2005, 2016, 2017, 2018, 2019
- Vainqueur du Championnat de Russie (5) : 2010, 2011, 2012, 2013, 2015
- Vainqueur de la Coupe de Russie (5) : 2010, 2011, 2012, 2013, 2015

### En équipe nationale
Championnats du monde
- 14e place au Championnat du monde 2007 avec  Ukraine
- 7e place au Championnat du monde 2013 avec  Russie
- 12e place au Championnat du monde 2017 avec  Russie

Championnats d'Europe
- 15e place au Championnat d'Europe 2012 avec  Russie
- 9e place au Championnat d'Europe 2014 avec  Russie
- 9e place au Championnat d'Europe 2016 avec  Russie